# عادل جلول
عادل جلول (ولد في 14 يوليو 1982، أزرو، المغرب) دراج مغربي، تَخَصّص في السباقات على الطريق. يعتبر من أجود الدراجين على المستويين العربي والأفريقي.

## سيرته الرياضية
بعد البدايات الهاوية في مسقط رأسه بمدينة أزرو انتقل عادل جلول لممارسة رياضة الدراجات بمدينة الدار البيضاء بتوجيه من أحد الدراجين المحليين بمدينة أزرو (أنزرود). تمكن ضمن نادي الجمعية البيضاوية (ACC) من الحصول على احتضان من شركة كيمكو (Kymco) مما مكنه من التفرغ للممارسة.

فاز عادل جلول بأول بطولاته في سن الثامنة عشرة في صنف السباق ضد الساعة، واستمر في حصد نتائج متقدمة في مختلف السباقات المغربية والأفريقية و العربية التي شارك فيها.

فاز بذهبية الألعاب العربية 2011 في السباق على الطريق، ومثل المغرب في الألعاب الأولمبية 2012 حيث حل في المرتبة (61 على 137) في السباق على الطريق.

في سنة 2011 توج كأحسن رياضي في المغرب لسنة 2011 حسب استطلاع الرأي الذي أنجزه القسم الرياضي لوكالة المغرب العربي للأنباء.

## إنجازاته

### قبل 2007
- 2000  المغرب: بطل المغرب في السباق ضد الساعة
- 2002  المغرب: بطل المغرب في السباق على الطريق
- 2006  المغرب: المرتبة الأولى في كأس العرش المغربي

### 2007
- المغرب: بطل المغرب في السباق على الطريق
- السنغال: بطل طواف السنغال للدراجات
- بوركينا فاسو: بطل طواف بوركينا فاصو للدراجات
- القاهرة  مصر: المرتبة الثانية في السباق على الطريق ضمن الألعاب العربية 2007

### 2008
- المغرب: بطل المغرب في السباق على الطريق

### 2009
- المغرب: المرتبة العاشرة في الترتيب العام الفردي لطواف المغرب للدراجات
- المغرب: بطل المغرب في السباق على الطريق
- بيسكارا  إيطاليا: المرتبة 22 في الترتيب العام الفردي لسباق ضد الساعة ضمن الألعاب المتوسطية
- تونس: المرتبة الثالثة في الترتيب العام الفردي لطواف تونس للدراجات
- بوركينا فاسو: المرتبة التاسعة في الترتيب العام الفردي لطواف بوركينا فاصو للدراجات
- رواندا: بطل طواف رواندا للدراجات

### 2010
- مالي: المرتبة الثانية في الترتيب العام الفردي لطواف مالي للدراجات
- تونس: بطل طواف تونس للدراجات
- المرتبة 4 في الترتيب العام الفردي لسباق الطريق ضمن بطولة أفريقيا
- رواندا: المرتبة الرابعة في الترتيب العام الفردي لطواف رواندا للدراجات

### 2011
- الغابون: المرتبة الثالثة في الترتيب العام الفردي لطواف الغابون للدراجات
- المغرب: المرتبة الرابعة في الترتيب العام الفردي لطواف المغرب للدراجات
- المغرب: بطل المغرب في السباق على الطريق
- الجزائر: المرتبة الثانية في الترتيب العام الفردي لطواف الجزائر للدراجات
- إرتريا: المرتبة 9 في الترتيب العام الفردي لسباق الطريق ضمن بطولة أفريقيا
- قطر: بطل سباق الطريق ضمن الألعاب العربية 2011 بالدوحة

### 2012
- 2012  الجزائر: المرتبة الثانية في الترتيب العام الفردي لطواف الجزائر للدراجات
- 2012  المغرب: المرتبة الثانية في الترتيب العام الفردي لطواف المغرب للدراجات
- 2012 لندن  المملكة المتحدة: مشاركة في السباق على الطريق ضمن الألعاب الأولمبية لندن 2012 و احتلاله المرتبة 61 (على 137 دراج)

## روابط خارجية
- عادل جلول على موقع أرشيف الدراجات (الإنجليزية)
- عادل جلول على موقع إحصائيات الدراجات الإحترافية (الإنجليزية)
- عادل جلول على موقع نسبة الدراجات (الإنجليزية)
- عادل جلول على موقع أوليمبيديا (الإنجليزية)